# Ludlow (Vermont)
Pour les articles homonymes, voir Ludlow (homonymie).
Ludlow est une ville américaine située dans le comté de Windsor, dans l'État du Vermont. Connue pour l'Okemo Mountain Resort, une station de ski située sur son territoire, elle comptait 1 963 habitants selon le recensement de 2010. La ville fut nommée d'après Ludlow, dans le Massachusetts.
|                  | Plymouth (Vermont) |                     |
|                  | Ludlow             | Cavendish (Vermont) |
| Weston (Vermont) |                    |                     |